# Fortescue (Missouri)
Pour les articles homonymes, voir Fortescue.
Fortescue est un village du comté de Holt, dans le Missouri, aux États-Unis,. Situé au centre-ouest du comté, il est incorporé en 1918.

## Démographie
Lors du recensement de 2010, le village comptait une population de 32 habitants. Elle est estimée, en 2017, à 29 habitants.

## Source de la traduction
- (en) Cet article est partiellement ou en totalité issu de l’article de Wikipédia en anglais intitulé « Fortescue, Missouri » (voir la liste des auteurs).